# Николаев, Василий Николаевич
Николаев Василий Николаевич (25 декабря 1921 года, деревня Воейково Брюхачевского сельсовета Смоленской губернии — 21 марта 1993 года, Москва) — советский военный лётчик, участник Великой Отечественной войны, Герой Советского Союза.

## Биография
Родился в Смоленской губернии. С 1938 года жил в Москве, учился в Московском индустриально-строительного техникуме (окончил два курса), также занимался в Московском аэроклубе.
В РККА с 1940 года. В 1942 году прошёл обучение в Балашовской военной авиационной школе пилотов. На фронтах — с апреля 1943 года. В звании старшего лейтенанта был лётчиком, старшим лётчиком, командиром звена и заместителем командира эскадрильи 62-го штурмового авиационного Гродненского ордена Суворова полка (233-я штурмовая авиационная Ярцевская Краснознамённая дивизия, 4-я воздушная армия, 2-й Белорусский фронт). Всю Великую Отечественную войну воевал на легендарном штурмовике Ил-2 (летающий танк). Трижды ранен, дважды горел в самолёте.
К ноябрю 1944 года выполнил 111 боевых вылетов, в которых уничтожил 15 танков, 74 автомашины, 22 орудия, 11 зенитных орудий, 8 миномётов, 36 конных повозок, 31 вагон, 2 паровоза, 2 склада, 3 блиндажа, 1 переправу и до 450 солдат противника. Всего за время войны совершил 146 боевых вылетов.
За мужество и героизм, проявленные на фронте борьбы с немецко-фашистскими захватчиками, старшему лейтенанту В. Н. Николаеву указом Президиума Верховного Совета СССР от 23 февраля 1945 года присвоено звание Героя Советского Союза с вручением ордена Ленина и медали «Золотая Звезда» (№ 5408).
До конца войны продолжал сражаться на фронте. Победу встретил в должности командира эскадрильи.
После войны в 1955 окончил Военно-воздушную академию, служил на штабных и командных должностях в Военно-транспортной авиации СССР.
С 1974 года — полковник запаса.
Умер в Москве, похоронен на Троекуровском кладбище.

## Награды
- Герой Советского Союза (23.02.1945)[2];
- орден Ленина (23.02.1945);
- два ордена Красного знамени (14.04.1944, 20.09.1944);
- орден Александра Невского (25.05.1945);
- два ордена Отечественной войны 1-й степени (20.07.1944, 11.03.1985);
- два ордена Красной Звезды (21.10.1943, …);
- орден «Знак Почёта»;
- медали.